# سیارک ۱۲۹۳۴۲
سیارک ۱۲۹۳۴۲ (به انگلیسی: 129342 Ependes، نامگذاری:2005VA4) صد و بیست و نه هزار و سیصد و چهل و دومین سیارک کشف شده‌است که در ۵ نوامبر ۲۰۰۵ کشف شد.